# Washington Huskies
Washington Huskies er et sportshold hjemmehørende under University of Washington, der blandt andet udmærker sig inden for amerikansk fodbold. Selve holdet holder til i Seattle, hvor deres hjemmebane er. Holdets logo er en Siberian Husky. Spillere herfra kan blive draftet til de professionelle hold, hvis de findes gode nok.

## Ekstern henvisning
- Officiel hjemmeside Arkiveret 15. juni 2006 hos  Wayback Machine

| Sport | Spire Denne artikel om sport er en spire som bør udbygges. Du er velkommen til at hjælpe Wikipedia ved at udvide den. |